# Медаль «60 років Перемоги у Великій Вітчизняній війні 1941—1945 рр.» (Казахстан)

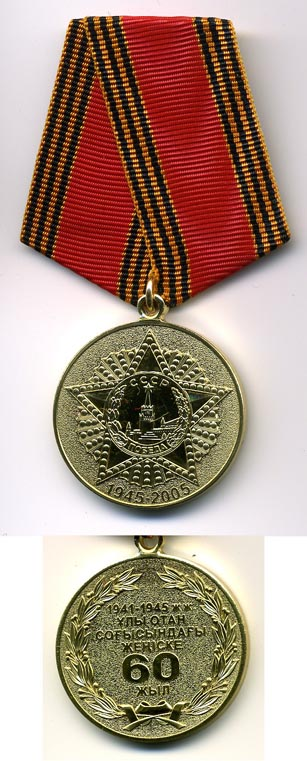

Ювілейна медаль «60 років Перемоги у Великій Вітчизняній війні 1941—1945 рр.» (каз. «1941-1945 жж. Ұлы Отан соғысындағы Жеңіске 60 жыл») — державна нагорода Республіки Казахстан, заснована на ознаменування відзначення 60-ї річниці Перемоги у Німеьцо-радянській війні 1941—1945 років на підставі Указу Президента Республіки Казахстан від 14 вересня 2004 року № 1439.

## Положення про медаль
Медаллю нагороджуються:
- військовослужбовці та особи вільнонайманого складу, які брали в лавах Збройних сил СРСР участь у бойових діях на фронтах Великої Вітчизняної війни, партизани та члени підпільних організацій, що діяли в період Великої Вітчизняної війни на тимчасово окупованих територіях СРСР, військовослужбовці та особи вільнонайманого складу, які служили в період Великої Вітчизняної війни у Збройних силах СРСР, особи, нагороджені медалями «За Перемогу над Німеччиною у Великій Вітчизняній війні 1941—1945 рр.», «За Перемогу над Японією», а також особи, які мають посвідчення до медалі «За Перемогу над Німеччиною у Великій Вітчизняній війні 1941—1945 рр.» чи посвідчення учасника війни;
- трудівники тилу, нагороджені за самовіддану працю у роки Великої Вітчизняної війни орденами СРСР, медалями «За доблесну працю у Великій Вітчизняній війні 1941—1945 рр.», «За трудову доблесть», «За трудову відзнаку», «За оборону Ленінграда», «За оборону Москви», «За оборону Одеси», «За оборону Севастополя», «За оборону Сталінграда», «За оборону Києва», «За оборону Кавказу», «За оборону Радянського Заполяр'я», а також особи, які мають знак «Мешканцю блокадного Ленінграда» або посвідчення до медалі «За доблесну працю у Великій Вітчизняній війні 1941—1945 рр.»;
- особи, які пропрацювали в період з 22 червня 1941 року по 9 травня 1945 року не менше шести місяців, за винятком періоду роботи на тимчасово окупованих ворогом територіях;
- колишні неповнолітні в'язні концтаборів, гетто та інших місць примусового тримання, створених нацистами та його союзниками під час Другої світової війни.

## Опис медалі
Ювілейна медаль «1941-1945 зар. Ұли Отан сосиндинди Жеңіске 60 жил» виготовляється з латуні, має форму кола діаметром 32 мм. На лицьовій стороні медалі вгорі зображення ордена «Перемога», внизу цифри «1945—2005».
На звороті медалі у центрі напис «1941—1945 жж. Ұли Отан співҮсиндари Жеңіске 60 жил», по колу — лаврові гілки. Краї медалі облямовані бортиком. Усі зображення, написи та цифри на медалі рельєфні.
Медаль за допомогою вушка та кільця з'єднана з п'ятикутною колодкою, обтягнутою шовковою стрічкою муарової червоного кольору. Ширина стрічки 24 мм. Уздовж країв стрічки по п'ять смуг: три чорні та дві помаранчеві, кожна завширшки 1 мм. Крайні чорні смуги облямовані оранжевими смугами завширшки 0,5 мм.
Медаль за допомогою шпильки кріпиться до одягу.
Медаль виготовлена на Казахстанському монетному дворі в Усть-Каменогорську.